# Ebermannsdorf
Ebermannsdorf är en kommun och ort i Landkreis Amberg-Sulzbach i Regierungsbezirk Oberpfalz i förbundslandet Bayern i Tyskland.